# دوموسنوفاس
دوموسنوفاس، (بالإنجليزية: Domusnovas)‏، هي بلدية في مقاطعة جنوب سردينيا، في منطقة سردينيا الإيطالية، وتقع على بعد حوالي 40 كم (25 ميل) شمال غرب كالياري، وحوالي 20 كم (12 ميل) ) إلى الشمال الشرقي من كاربونيا، في منطقة سولسيس إجليسينتي، في وادي سيكسيريفر.

## السكان
في سنة 1861 بلغ عدد السكان 2٬042 نسمة، وتطور العدد ليصل في سنة 2011 لـ 6٬416 نسمة.
يظهر هذا المخطط البياني تطور النمو السكاني لـ دوموسنوفاس